# ألان ريد (لاعب كرة قدم أسترالية)
ألان ريد (بالإنجليزية: Alan Reid)‏ هو شخصية أعمال أسترالي، ولد في 29 يناير 1956.

## وصلات خارجية
- ألان ريد على موقع AustralianFootball.com (الإنجليزية)
- ألان ريد على موقع AFLtables.com (الإنجليزية)